# Beaver (Alaska)
Beaver ist ein Ort und ein census-designated place (CDP) in der Yukon-Koyukuk Census Area in Alaska in den Vereinigten Staaten. Das U.S. Census Bureau hatte bei der Volkszählung 2020 eine Einwohnerzahl von 48 ermittelt.

## Geographie
Beaver liegt im Alaska Interior am Nordufer des in Richtung Westsüdwest strömenden Yukon River auf einer Höhe von 111 m. Der Ort befindet sich etwa 170 km nördlich der Stadt Fairbanks. In Beaver gibt es einen Flugplatz.

## Geschichte
Um das Jahr 1906 entstand das Eskimo-Dorf. Ungefähr 1911 legte die Alaska Road Commission (ARC) einen Pfad von den „Chandalar diggings“ zu dieser Stelle am Yukon River an. In der Erwartung von viel Durchgangsverkehr wurden zahlreiche Hütten errichtet. Das so genannte „Chandalar-Quartz“ erwies sich als nicht produktiv und der Ort verwandelte sich wieder zurück in eine indianische Siedlung mit einem Postamt, das 1913 in Betrieb ging, sowie mit einem Handelsposten. 1930 betrug die Einwohnerzahl 103, 1939 88 sowie 1950 101. Beaver erschien erstmals beim U.S. Census im Jahr 1980 als ein CDP.

## Demografie
Zum Zeitpunkt der Volkszählung im Jahre 2020 (U.S. Census 2020) hatte Beaver CDP 48 Einwohner auf einer Landfläche von 53,14 km². Von den Einwohnern war einer weiß sowie 46 afrikanisch-amerikanischer Abstammung.
Beim Census im Jahr 2000 wurden 84 Einwohner gezählt, 2010 waren es ebenfalls 84. Somit ist die Bevölkerungsentwicklung seit 2010 rückläufig.